# Brahmaguptamatrix
In de wiskunde is een brahmaguptamatrix een matrix, opgesteld in 628 door de Indiase wiskundige Brahmagupta, met een van de volgende structuren:
{\displaystyle B_{+}(x,y)={\begin{bmatrix}x&y\\ty&x\end{bmatrix}}{\mbox{ of }}B_{-}(x,y)={\begin{bmatrix}x&y\\-ty&-x\end{bmatrix}}}
Dit kan worden samengevat als:
{\displaystyle B(x,y,s)={\begin{bmatrix}x&y\\sty&sx\end{bmatrix}}},
waarin 
{\displaystyle s=\pm 1}
Dan is:
{\displaystyle B_{+}(x,y)=B(x,y,1)} en {\displaystyle B_{-}(x,y)=B(x,y,-1)}
Het product van twee brahmaguptamatrices is weer een brahmaguptamatrix.
{\displaystyle B(x_{1},y_{1},s_{1})B(x_{2},y_{2},s_{2})={\begin{bmatrix}x_{1}&y_{1}\\s_{1}ty_{1}&s_{1}x_{1}\end{bmatrix}}{\begin{bmatrix}x_{2}&y_{2}\\s_{2}ty_{2}&s_{2}x_{2}\end{bmatrix}}=}
{\displaystyle ={\begin{bmatrix}x_{1}x_{2}+s_{2}ty_{1}y_{2}&x_{1}y_{2}+s_{2}y_{1}x_{2}\\s_{1}ty_{1}x_{2}+s_{1}s_{2}tx_{1}y_{2}&s_{1}ty_{1}y_{2}+s_{1}s_{2}x_{1}x_{2}\end{bmatrix}}=}
{\displaystyle ={\begin{bmatrix}x_{1}x_{2}+s_{2}ty_{1}y_{2}&x_{1}y_{2}+s_{2}y_{1}x_{2}\\s_{1}s_{2}t(x_{1}y_{2}+s_{2}y_{1}x_{2})&s_{1}s_{2}(x_{1}x_{2}+s_{2}ty_{1}y_{2})\end{bmatrix}}=}
{\displaystyle =B(x_{1}x_{2}+s_{2}ty_{1}y_{2},\ x_{1}y_{2}+s_{2}y_{1}x_{2},\ s_{1}s_{2})}
De {\displaystyle n}-de macht van een brahmaguptamatrix wordt geschreven als:  
{\displaystyle B_{n}=B^{n}={\begin{bmatrix}x&y\\ty&x\end{bmatrix}}^{n}={\begin{bmatrix}x_{n}&y_{n}\\ty_{n}&x_{n}\end{bmatrix}}}
Daarin zijn {\displaystyle \ x_{n}} en {\displaystyle \ y_{n}} polynomen in {\displaystyle t} die  brahmaguptapolynomen worden genoemd.  Deze zijn ook voor negatieve {\displaystyle n} gedefinieerd.
{\displaystyle B_{-n}=B^{-n}={\begin{bmatrix}x&y\\ty&x\end{bmatrix}}^{-n}={\begin{bmatrix}x_{-n}&y_{-n}\\ty_{-n}&x_{-n}\end{bmatrix}}}

## Websites
- MathWorld. Brahmagupta Matrix.